# Ilnacora santacatalinae
Ilnacora santacatalinae är en insektsart som beskrevs av Knight 1963. Ilnacora santacatalinae ingår i släktet Ilnacora och familjen ängsskinnbaggar. Inga underarter finns listade i Catalogue of Life.